# Камполонго (Белуно)
Камполонго (итал. Campolongo) је насеље у Италији у округу Белуно, региону Венето.
Према процени из 2011. у насељу је живело 956 становника. Насеље се налази на надморској висини од 937 м.